# Standard Penetration Test
Der Standard Penetration Test (SPT) ist ein Sondierverfahren zur Baugrunderkundung in der Geotechnik. Er wird vorwiegend in den USA angewandt und ist dort sehr verbreitet, da das Verfahren relativ günstig ist und mit Bodenprobenentnahmen kombiniert werden kann. In Deutschland sind aber Rammsondierung und Drucksondierung verbreiteter.
Ein ähnliches Verfahren, das statt Probennahme nur die Schlagzahl bei Eindringen einer kegelförmigen Spitze im Bohrloch misst, ist das in Deutschland in der DIN 4094-2 geregelte Verfahren der Bohrlochrammsondierung (BDP).

## Normung
Das Verfahren ist von der US-amerikanischen ASTM (American Society for Testing Materials) normiert (ASTM D 1586). Auch in anderen Ländern gibt es entsprechende Normen wie der britische Standard BS 1377 oder DIN EN ISO 22476-3.

## Aufbau der Sonde
Die Sonde hat einen Außendurchmesser von 2 Zoll (genau 50,5 mm plus/minus 0,5 mm). Die Kraft bzw. Energie, mit der die Sonde eingepresst wird entspricht einem 63,5-kg-Hammer mit einer Fallstrecke von 76 cm.
Das Fallgewicht kann dabei an der Oberfläche oder im Bohrloch angeordnet sein. Bei zweitgenanntem Verfahren kann die gesamte Anordnung abgeschirmt werden, sodass der ungestörte Betrieb im Grundwasser möglich ist.

## Durchführung

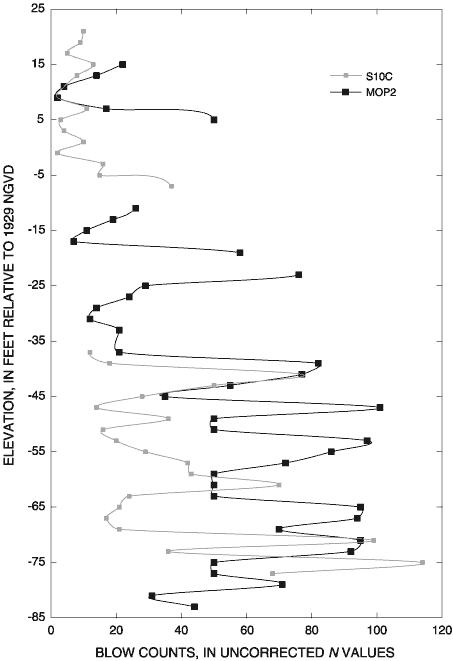
Protokoll der Ergebnisse eines Standard Penetration Test in Florida, aufgetragen werden die N-Werte für zwei Bohrlöcher (dunkle und helle durchgezogene Linien)

Beim SPT wird üblicherweise im Bohrloch eine hohle Sondenspitze in den Boden gerammt und die Schlagzahlen für eine festgelegte Eindringtiefe gemessen.

Zunächst wird einen halben Fuß (rund 15 cm) tief vorgerammt um die Schicht zu durchdringen, die als durch die Bohrung gestört angenommen wird. Danach wird noch einmal ein Fuß (rund 30 cm) tief gerammt und es werden die Schlagzahlen aufgezeichnet. Für die Auswertung ist dabei nur die Schlagzahl für die unteren 30 cm interessant. Die Anzahl der Schläge wird als N-Wert bezeichnet und mit der Tiefe der Rammung (hier also 30 cm) indiziert: {\displaystyle N_{30}}

Die Gesamteindringtiefe der Sonde beträgt somit 1 ½ Fuß, also ca. 45 cm. Daraus wird deutlich, dass das Verfahren nur in einem Bohrloch sinnvoll angewendet werden kann.
Ist der Boden so weich, dass mit einem Schlag mehr als 15 cm Eindringtiefe erreicht wird, wird die Eindringtiefe nach diesem Schlag gemessen.

Bei harten Böden gibt die DIN 4094-2 für die Bohrlochrammsondierung eine Obergrenze von 150 Schlägen an, nach denen der Versuch abgebrochen wird. Häufig wird aber schon beim Erreichen von 50 Schlägen innerhalb eines 15-cm-Abschnitts abgebrochen und die Eindringtiefe notiert um das Gerät nicht zu stark zu belasten und den Aufwand zu begrenzen.
Da die Sonde hohl ist, kann während der Sondierung auch eine Bodenprobe genommen werden. Dieses Verfahren ist allerdings in Deutschland nicht genormt.

## Auswertung
Aus den Schlagzahlen ergeben sich Hinweise auf die Lagerungsdichte des Bodens, aber auch viele andere geotechnische Bodenparameter sind im Laufe der Zeit mit den Ergebnissen des SPT korreliert worden, zum Beispiel Steifemodule. Die Proben sind allerdings durch das Rammen gestört.

## Anwendung
Der SPT wird vor allem in Ländern verwendet, wo Proben überwiegend mit kostengünstigeren Spülbohrverfahren gewonnen werden, wie z. B. in den USA. In Deutschland, wo meist andere Bohrverfahren für die Probenentnahme verwendet werden, wird dagegen gemäß DIN 4094-2 fast nur mit einem modifizierten Verfahren gearbeitet, bei dem der Stutzen für Bodenproben durch eine Kegelspitze ersetzt wird (was dem SPT (C) in DIN EN ISO 22476-3 entspricht).
Richtwerte für Vergleiche mit anderen Bodenerkundungsverfahren bei Sandboden liefert die folgende Tabelle:
| Lagerungsdichte                        | sehr locker | locker    | mitteldicht | dicht     | sehr dicht |
| Bezogene Lagerungsdichte (%)           | <15         | 15 bis 35 | 35 bis 65   | 65 bis 86 | 85 bis 100 |
| SPT (N/30 cm)                          | < 4         | 4 bis 10  | 10 bis 30   | 30 bis 50 | > 50       |
| Drucksonde {\displaystyle q_{s}} (MPa) | < 5         | 5 bis 10  | 10 bis 15   | 15 bis 20 | > 20       |
| Leichte Rammsonde LRS 5 (N/10 cm)      | < 10        | 10 bis 20 | 20 bis 30   | 30 bis 40 | > 40       |
| Schwere Rammsonde SRS 15 (N/10 cm)     | < 5         | 5 bis 10  | 10 bis 15   | 15 bis 20 | > 20       |